# Polistes praenotatus
Polistes praenotatus är en getingart som beskrevs av Kohl 1908. Polistes praenotatus ingår i släktet pappersgetingar, och familjen getingar. Inga underarter finns listade i Catalogue of Life.